# Binocle de teatre

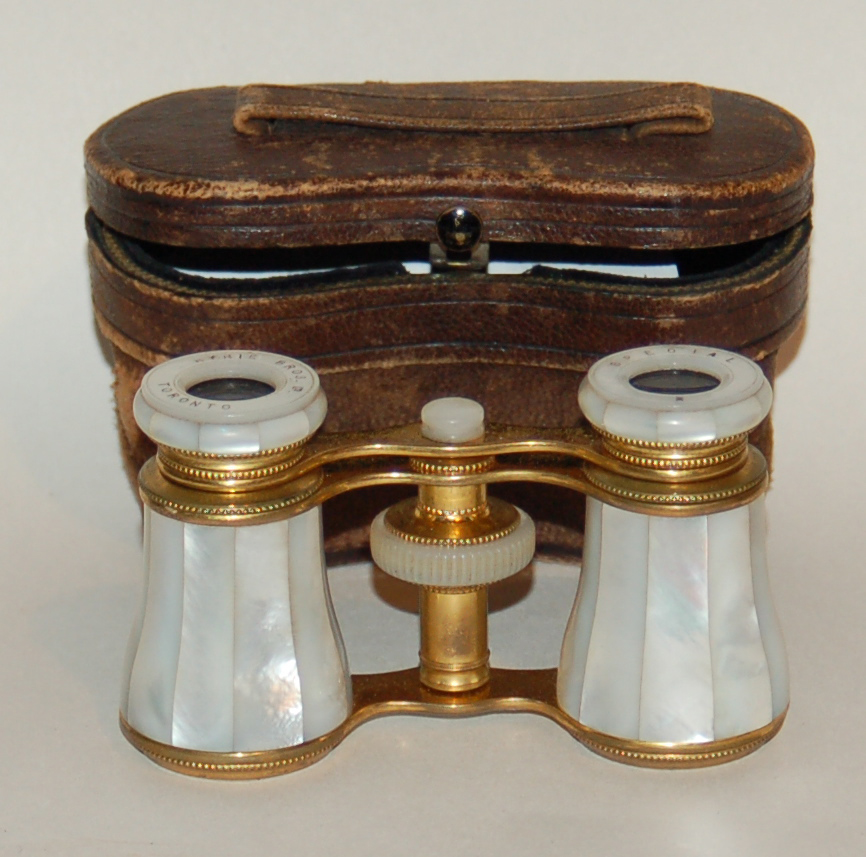
Binocles de teatre de mareperla.

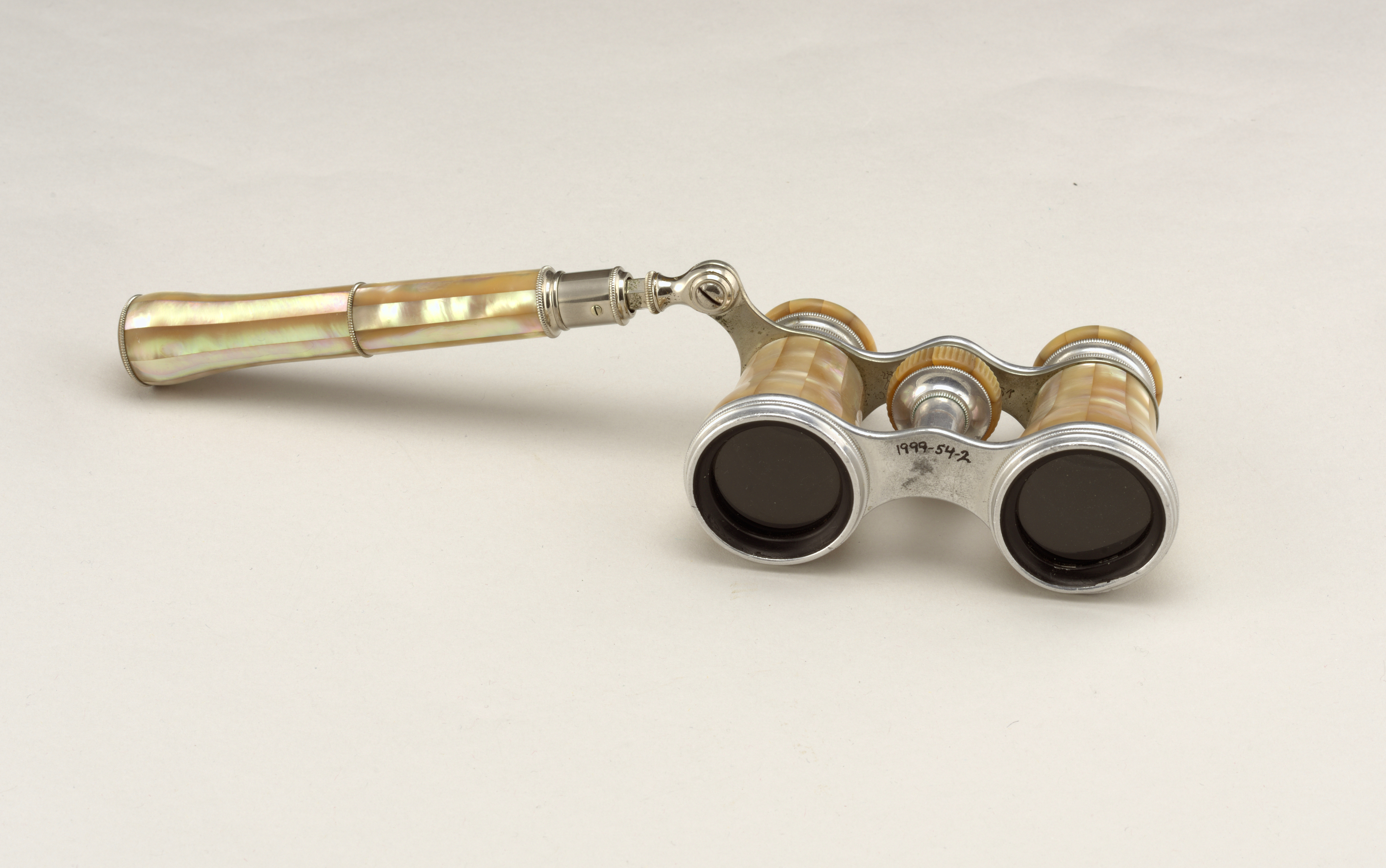
Binocles de teatre amb agafador. Vegeu el pont fix.

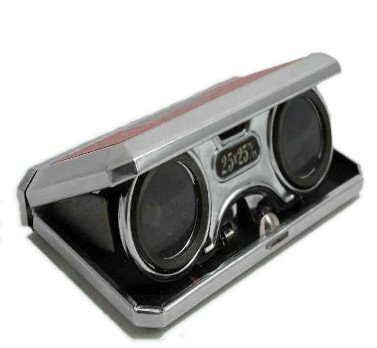
Binocles plegables.

Un binocle de teatre, generalment esmentat en plural (uns binocles de teatre), és un cas particular del binocle òptic. També són coneguts com a binocles d’òpera o binocles galileans.
Es tracta de dispositius òptics petits, lleugers, compactes i amb una baixa capacitat d’augment, normalment usats per alguns espectadors de teatre, òpera, circ i espectacles similars. El seu ús permet apreciar millor l’espectacle o altres espectadors.

## Aspecte tècnic
Es tracta de dos petits telescopis galileans acoblats. Els augments habituals són de 3x (excepcionalment de 5x). Alguns models permeten ajustar la distància inter-ocular.

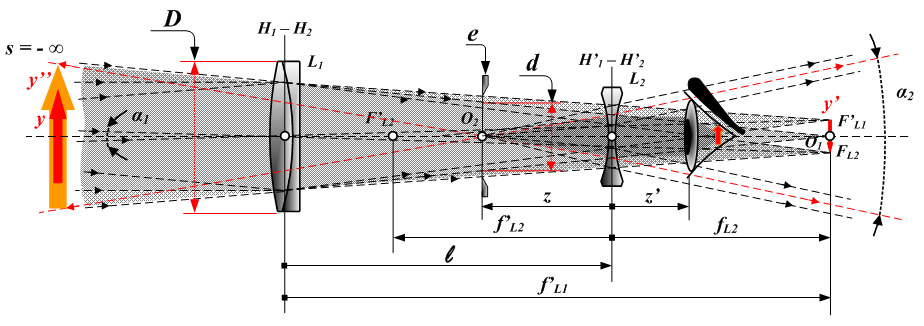
Figura 1. Diagrama òptic d'un telescopi galileà:
y – Objecte distant; y′ – Imatge real en l'objectiu; y″ – Imatge virtual ampliada en l'ocular;
D – Diàmetre d'entrada de la pupil·la; d – Diàmetre virtual de sortida de la pupil·la; L1 – Lent de l'objectiu; L2 – Lent de l'ocular e – Pupil·la virtual de sortida – Relacions del telescopi

Segons la figura 1, un telescopi galileà consta d'un objectiu convergent i d'un ocular divergent.

## Consideracions
Un model clàssic de 3x20 oferia un camp de 15 graus. El camp òptic d'un instrument, sovint abreujat en camp, indica l'extensió de l'espectacle que hom pot observar. Un camp més gran indica la possibilitat d'observar millor. Per exemple: un ballet en un teatre, o una constel·lació.

## Disseny i aparença
L’aspecte convencional és el de dos tubs petits units per un pont (pont rígid o ajustable). En els binocles plegables els oculars i objectius es pleguen formant una caixa rectangular prismática (amb alguns cantells arrodonits. En desplegar-se les tapes de la caixa s'obren una vintena de graus formant un prisma rectangular truncat. En un moviment combinat els objectius i oculars basculen, sobre frontisses adequades, quedant en posició fixats per un sistema fiador.

## Versions modernes
Al costat les versions de qualitat de disseny clàssic i de versions econòmiques de plàstic, hi ha versions modernes amb prestacions òptiques millorades. Algunes s'anuncien com a instruments per a mirar el cel de nit, amb un camp molt més gran que els dissenys antics.
En la constel·lació d'Orió, la separació angular entre Betelgeuse i Rigel és de 16 graus. Dit d'una altra manera, amb uns binocles amb un camp òptic d'uns 19 graus es pot observar tota la constel·lació.

### Galileans
- 2,3x40, camp de 28 graus.[7]
- 2x40, camp 24 graus[8]
- 3x50, camp 17 graus[9]
- 2x54, camp 36 graus[10][11]

### Prismàtics
El model Pentax VD 4x20 amb 4 augments ofereix un camp visual de 10 graus.
Un model de 5x25 anuncia un camp de 15,8 graus.

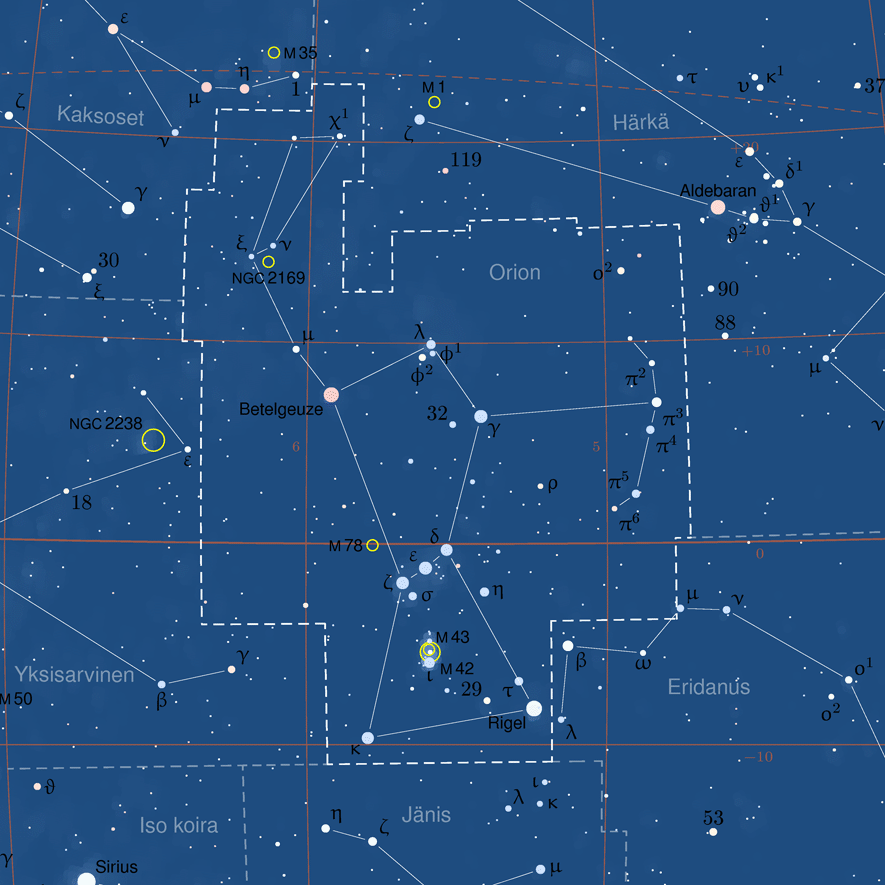
Orió
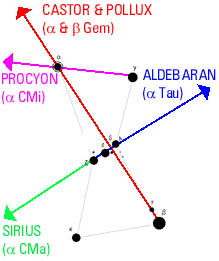
Orientació amb Orió